# Heliotropium nigricans
Heliotropium nigricans är en strävbladig växtart som beskrevs av Isaac Bayley Balfour. Heliotropium nigricans ingår i Heliotropsläktet som ingår i familjen strävbladiga växter. Inga underarter finns listade i Catalogue of Life.